# Seriana asymmetra
Seriana asymmetra är en insektsart som beskrevs av Irena Dworakowska 1978. Seriana asymmetra ingår i släktet Seriana och familjen dvärgstritar. Inga underarter finns listade i Catalogue of Life.